# Parishes van Grenada
Grenada is bestuurlijk onderverdeeld in zes parishes:
1. Saint Andrew
2. Saint David
3. Saint George
4. Saint John
5. Saint Mark
6. Saint Patrick

Carriacou en Petite Martinique, twee van de Grenadines, hebben de aparte status van dependency.